# Anisoneura sphingoides
Anisoneura sphingoides är en fjärilsart som beskrevs av Felder 1874. Anisoneura sphingoides ingår i släktet Anisoneura och familjen nattflyn. Inga underarter finns listade i Catalogue of Life.